# LGV Perpignan – Figueres

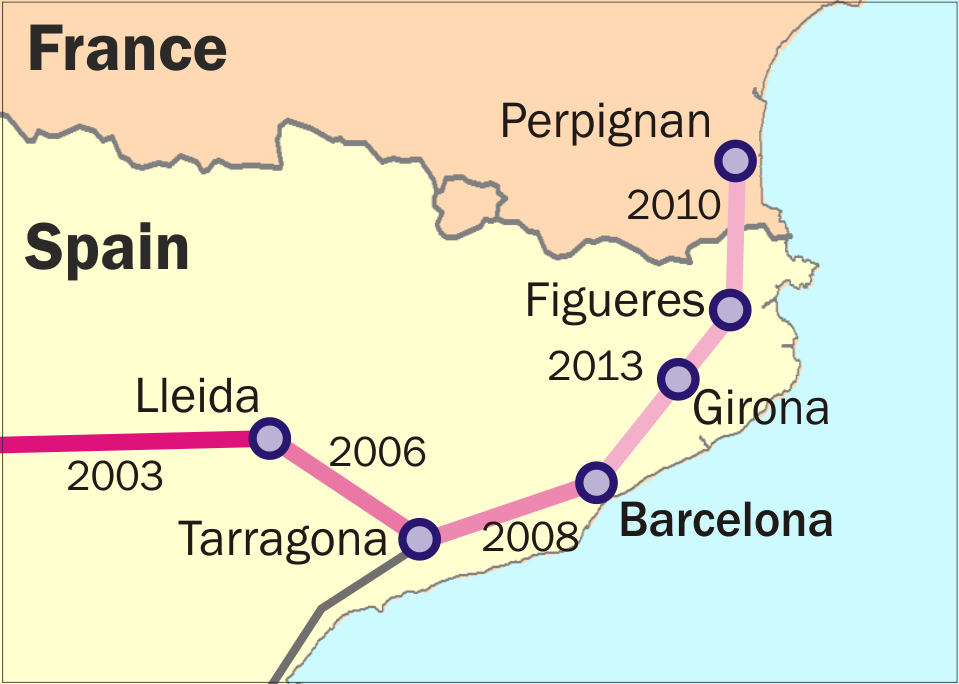
Przebieg linii LGV Perpignan – Figueres

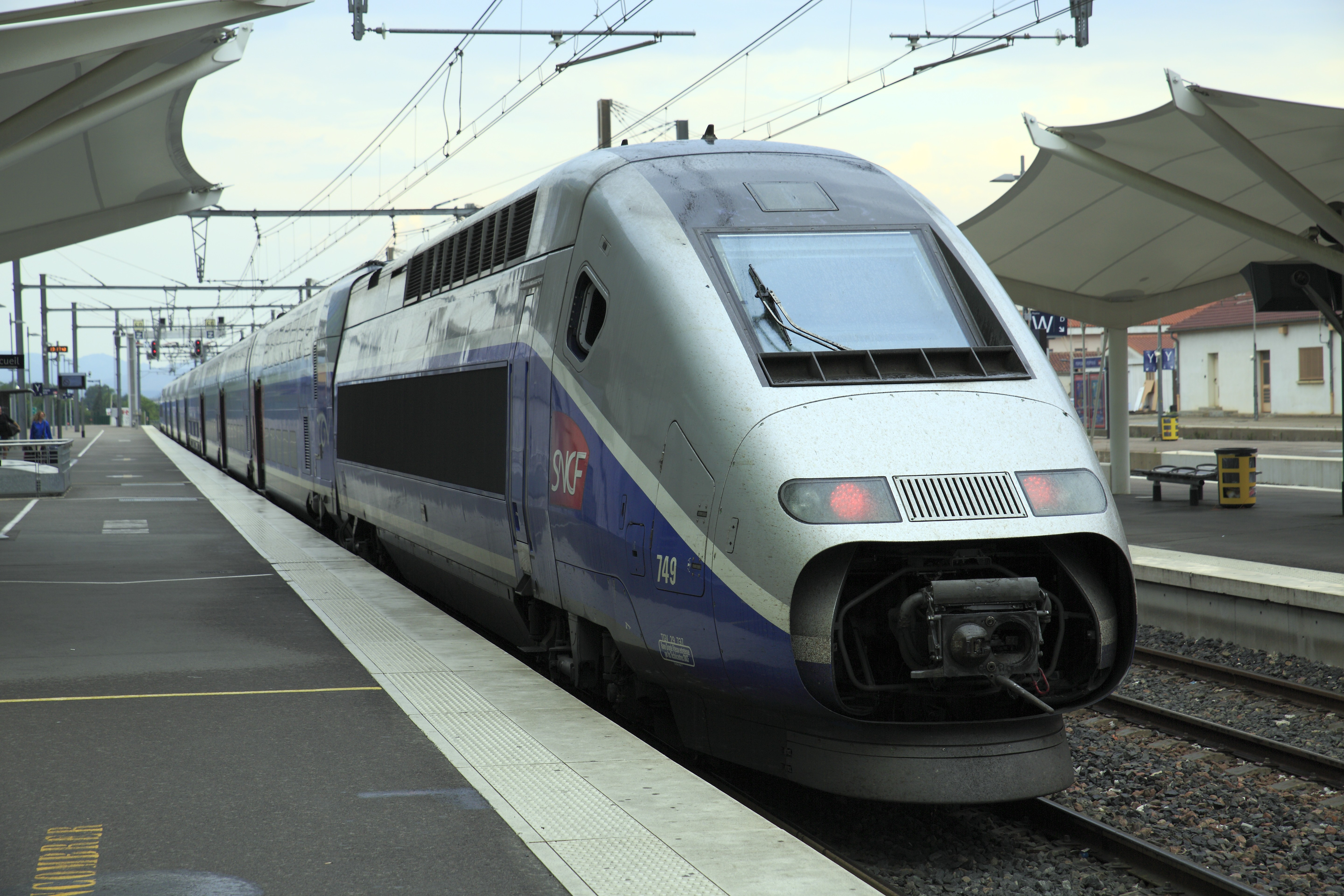
Skład TGV na stacji Gare de Perpignan

Perpignan – Figueres (fr. Ligne de Perpignan à Figueras, hisz. Línea de alta velocidad Perpiñán-Figueras) – francusko-hiszpańska linia dużych prędkości, łącząca miasta Perpignan w południowej Francji i Figueres w Katalonii w północnej Hiszpanii, obecnie część linii Madryt-Barcelona-Francja. Prace budowlane rozpoczęły się pod koniec 2004 roku, oddanie linii do eksploatacji nastąpiło w grudniu 2010. W 2013 roku otwarto połączenie z Barcelony.
Budowa linii miała na celu efektywne połączenie sieci kolejowych Francji i Hiszpanii. Linia długości 44,4 km przekracza granicę tych krajów długim na 8,3 km tunelem Perthus pod Pirenejami. Po stronie francuskiej jest połączenie z linią LGV Montpellier – Perpignan, po stronie hiszpańskiej jest również linia przeznaczona dla kolei dużych prędkości, łącząca Figueres z Barceloną.
Linia jest używana zarówno przez pociągi AVE, TGV, jak i przez pociągi towarowe. Z tego powodu nachylenie poziome toru nie przekracza 1,2% na całej trasie (na innych liniach LGV we Francji dochodzi ono nawet do ponad 3%).
Kontrakt na budowę linii przyznano 17 lutego 2004 konsorcjum TP Ferro, złożonemu z firm Eiffage (Francja) i ACS/Dragados (Hiszpania). Budżet projektu ustalono na 1,1 mld €, z czego 540 mln € będzie pochodziło z subsydiów pochodzących od Unii Europejskiej, oraz rządów Francji i Hiszpanii. Konsorcjum zajmie się również eksploatacją linii przez 50 lat od czasu jej otwarcia.
Po raz pierwszy od czasu utworzenia we Francji narodowego przewoźnika SNCF, budowa linii kolejowej jest prowadzona przez prywatne przedsiębiorstwa.
Oddanie linii do użytku powinno radykalnie skrócić czasy podróży:
- na trasie Paryż – Barcelona do 6:25 (wcześniej 8:21)
- na trasie Madryt – Marsylia przez Barcelonę do około siedmiu godzin
- na trasie Barcelona – Lyon do około 4 godzin i 53 minuty
- na trasie Barcelona – Tuluza do trzech godzin